# Eutimesius albicinctus
Eutimesius albicinctus is een hooiwagen uit de familie Stygnidae.